# Ultima Online
Ultima Online (neboli UO) je MMORPG (Masive Multiplayer Online Role Playing Game) hra, odehrávající se ve fantasy světě. Jako v téměř každé této hře je nutné, aby si člověk vypracoval postavu od úplných začátků až k silnému a konkurenceschopnému válečníkovi, mágovi či řemeslníkovi. Hru vydala v roce 1997 společnost Origin Systems. V současné době vlastní licence společnost Electronic Arts.
V době, kdy byla hra vydána, patřila co se grafického a herního zpracování týče ke světové špičce. V podstatě byla úplným zlomem v onlinovém pojetí hraní her. Do té doby byly hry většinou jen v podobě textových MUDů, které byly tvořené textovými znaky a například monstra byla reprezentována znaky (X) nebo (W), a také byly často zaměřeny primárně na PvP hru.
Naproti tomu Ultima Online přichází v ručně kresleném enginu. Dalo by se říci, že tato Ultima je Garriottův sen na sdílení jeho pohádkového světa s ostatními hráči. On sám tuto hru aktivně hrával v roli Lorda Britishe
Ultima Online, nemá jako většina MMORPG konec, herní postavu lze však neustále vyvíjet.

## Herní systém
Hra sice v mnohém navazuje na herní mechanismy z předchozích Ultim, nicméně vzhledem k novým technologiím a faktu, že Ultima Online je jedna z prvních perzistentních online her přibylo mnoho nových herních prvků. Částečně byla hra koncipována jako sociální a ekonomický experiment.

### Dovednosti
Dovednosti (Skills) jsou zde vyjádřeny v procentech, přičemž hráč si může u trenérů za úplatu nechat danou dovednost vycvičit až do výše zhruba 32%. Ve hře je přítomno na 50 různorodých dovedností od fantastických jako Magery(magie), Necromancy(necromancie) či Alchemy(alchymie) až po obyčejné jako Mining(dolování), Tailoring(šití), či Blacksmithing(kovářství).
Každá herní postava může navýšit svoje dovednosti do výše 700, což umožňuje značnou variabilitu mezi postavami. Maximální výše dovednosti je 100 %, přičemž pomocí speciálních předmětů jde navýšit až na 120 %. Hráči mohou své dovednosti i zvyšovat či uzamknout jejich výši a tím si vytvořit postavu dle svých představ.

### Statistiky
Základní statistiky herních postav jsou strength(síla), dexterity(obratnost), a intelligence(inteligence). Postupem času přibyly i další statistiky, jako jsou různé odolnosti (např. vůči jedům či ohni), Luck(štěstí) či Lower Reagent Cost(snižuje nároky kouzel na přísady).

### Výrobní systém
Ultima Online disponuje propracovaným výrobním systémem, kdy hráči mohou vyrábět velké spektrum věcí, od různých zbrojí či zbraní přes lodě až k dekorativním předmětům na výzdobu domů. Pokud hráč disponuje maximální dovedností v daném směru (Grand Master), předměty jím vyrobené mohou být kvalitnější než ty, které prodávají NPC prodejci.
Vzhledem k časové náročnosti některých činností (dolování, těžba), které dovedou být po čase únavné, vznikly různé makrovací programy, které buď částečně, nebo úplně automaticky vykonávaly danou činnost. Používání těchto programů je ze strany provozovatelů hry trestáno, jediný oficiálně povolený makrovací program je UOAssist.

## Oficiální UO scéna
Hráči Ultimy Online se připojují na speciální servery, tzv. shardy.
Oficiální servery OSI (neboli Origin Systems Inc., nyní součást EA) je název pro placené UO servery běžící přes 10 let, které staví na prověřeném a stále vyvíjeném herním systému. 10 let je v životě počítačové hry téměř neuvěřitelná doba, OSI pohání po 10 let pilovaný, neuvěřitelně komplexní systém, který drží tuto fantastickou hru stále relativně na špici potravního řetězce.

## Neoficiální servery
Neoficiální servery jsou provozovány pomocí emulátorů a lze se na ně připojit zdarma. Nejčastěji používanými emulátory jsou RunUO, Sphere, Penultima Online či Wolfpack. Prvním emulátorem byl Ultima Offline eXperiment, jehož první verze se objevila v mezi lety 1996–1997, ještě za trvání beta testu.
Na neoficiálních serverech díky snadné modifikovatelnosti enginu lze nalézt novou (ať už vlastní nebo převzatou) grafiku, animace a hudbu, předměty, mapy nebo upravené či naprosto předělané herní systémy. Origin, potažmo Electronic Arts, neoficiální servery toleruje za předpokladu, že jsou provozovány zdarma.

### České neoficiální servery
Dle českých stránek Ultima existovalo k datu 26. června 2013 deset českých neoficiálních serverů. Byly to Andaria Archivováno 10. 8. 2011 na Wayback Machine., Auberon, Dark Paradise Archivováno 18. 8. 2007 na Wayback Machine., Dark Paradise 2, Endor, Erebor, Kelevar, Manawydan, Midkemia a Život v Bradavicích. Krátkou dobu byl spuštěn neoficiální server Kruval.

## Datadisky
Hra jako taková vznikla v roce 1997 a poté pokračovala těmito datadisky:
- Ultima Online: Second Age
- Ultima Online: Renaissance – svět rozdělen na dvě kopie – Felucca a Trammel
- Ultima Online: Third Dawn (3D verze Renaissance, později implementována do každého patche)
- Ultima Online: Lord Blackthorn's Revenge
- Ultima Online: Age of Shadows
- Ultima Online: Samurai Empire – obsah se samurajskou tematikou, zaměřený na získaní nových hráčů z Asie.
- Ultima Online: Mondain's Legacy – relativně nový client s novou elfskou grafikou a dalšími novými vlastnostmi
- Ultima Online: Kingdom Reborn – Vydáno v roce 2007, obsahuje nového klienta s inovovanou grafikou.
- Ultima Online: Stygian Abyss – Vydáno v roce 2009. V tomto datadisku byla zavedena mimo jiné nová rasa, Gargoylové, nová dovednost Imbuing. Stygian Abyss také přinesl významné vylepšení Kingdom Reborn klienta, který byl přejmenován na Stygian Abyss client. Podpora starého 2D klienta je zachována.

U datadisků šlo především o přidávání nových monster, předmětů, úpravy mapy a podobně; herní systém se ale nijak zásadně nezměnil.

## Pokračování
Celkem byla plánována dvě pokračování, nicméně byla později zrušena aby se vývoj mohl zaměřit na vylepšování stávající hry.
Ultima Online 2 později přejmenovaná na Ultima Worlds Online: Origin byla oznámena v roce 1999. Měla přinést prvky steampunku do fantasy světa. Minulost, přítomnost a budoucnost měla být spojena kvůli chybě Lorda Britishe při pokusu spojit Gem of Immortality.
Hra byla zrušena v roce 2001 těsně před vydáním, protože Electronic Arts se obával výrazného snížení počtu platících hráčů.
Ultima X: Odyssey mělo být nové MMORPG zasazené do světa nazvaného Alucinor, vytvořeném Avatarem po událostech z Ultima IX: Ascension. Hra byla zrušena v roce 2004 poté, co EA zavřel Origin Systems.

## Klientské aplikace
Mimo oficiálních klientů poskytovaných Electronic Arts jsou ve vývoji klienti třetích stran, určené převážně pro free servery.

### Originální klient
Jedná se o čistě 2D klienta, v současnosti je určen především pro méně výkonná PC, která nedokážou provozovat nový UO:KR či dnes již nepodporovaný 3D klient z verze Third Dawn. Někteří lidé si jej více považují než 3D klienta pro jeho větší uměleckou hodnotu. Část použité grafiky jsou modely z hry Ultima VIII ve vysokém rozlišení.

### Ultima Online: Third Dawn klient
3D klient vydaný s datadiskem Third Dawn, perspektiva hry zůstává stále stejná, ale klient je už plně akcelerovaný. Nicméně stávající hráči ho nepřijali s velkým nadšením a noví hráči si ho kvůli problémům se stabilitou a výkonem také příliš neoblíbili. Dále byla kritizována grafika, která vycházela z 2D verze a mnohé modely nebyly pro 3D verzi dostatečně upraveny, takže při zazoomování hra vypadala špatně.
Začátkem května / koncem dubna 2007 byla podpora tohoto klienta ukončena kvůli podpoře nadcházejícího klienta Kingdom Reborn.

### Ultima Online: Kingdom Reborn klient
Ultima Online: Kingdom Reborn byl oznámen v srpnu 2006 a vydán 27. června 2007. Byl vyvinut především za účelem modernizace zastaralého vzhledu hry při zachování možností rozšiřování klienta. Nicméně mnoho hráčů zaznamenalo množství chyb a nedodělků a kritizovalo jeho předčasné vydání.
Doporučené parametry jsou: Windows XP nebo Windows Vista, CPU: Intel Pentium III 1000 MHz nebo AMD Athlon 1000 MHz, RAM: 512 MB nebo více, Video: 64 MB 3D grafická karta s podporou hardwarového Transform and Lighting, jako NVIDIA GeForce 3 nebo vyšší, pevný disk: 6,0 GB volného místa.
Klient je k dispozice bezplatně ke stažení pro stávající hráče.

### Iris2 client
Iris2 je open source, multiplatformní 3D klient postavený na enginu OGRE a je určený pro hru na free serverech.

## Pomocné programy
Uživatelské rozhraní oficiálních klientů je nedokonalé, proto se zejména na free shardech používá takzvaných „makrovacích programů“. Jedná se o programy, které dokáží simulovat veškeré akce, nebo posloupnosti.
Dnes se tyto programy všeobecně používají, nicméně na mnohých serverech jsou některé z nich často zakazovány, například kvůli zneužívání těchto programů k podvádění. Na oficiálních OSI serverech je povolen pouze UOAssist.
Mezi nejběžnější programy patří Injection, UOAssist, EasyUO, Razor či Phoenix.